# Generale d’Armata
Generale d’Armata (deutsch: Armeegeneral) war ein militärischer Dienstgrad im Königreich Italien. Dieser Heeresdienstgrad und seine Äquivalente bei den anderen Teilstreitkräften wurden mit dem Dienstgrad Marschall von Italien und dessen Äquivalenten nach dem Zweiten Weltkrieg abgeschafft. Seit 1997 gibt es in Italien den Dienstgrad Generale als höchsten Dienstgrad (Viersternegeneral) bei Heer und Luftwaffe (bei Marine Ammiraglio oder Admiral).

## Geschichte
Bis 1915 gab es im italienischen Heer in der Dienstgradgruppe der Generale nur drei Ränge: Generale d’Esercito („Heeresgeneral“, grundsätzlich dem Monarchen vorbehalten, drei Sterne), Tenente Generale (Generalleutnant, im Sinn von Stellvertreter des Oberbefehlshabers, zwei Sterne) und Maggior Generale (Generalmajor, ein Stern). Im Ersten Weltkrieg erwies sich diese Unterteilung schnell als unzureichend, da es von der Brigade über die Division und das Korps bis zur Armee vier Großverbandsebenen gab (Heeresgruppen gab es in Italien im Ersten Weltkrieg nicht) und dem König der oberste Dienstgrad vorbehalten blieb. Daher wurden zwischen die drei italienischen Generalsdienstgrade zwischen 1915 und 1918 unter Verwendung von Kronen und Streifen mehrere provisorische Rangstufen eingebaut, darunter 1915 als erster der Tenente Generale in comando d’Armata („Generalleutnant als Armeebefehlshaber“) Diese Zwischenstufe bildet den Ursprung des Generale d’Armata.
| Abzeichen                |                       |                                         |                                      |                                               |                                          | \|                                       |                                        |                                            |
| Italienischer Dienstgrad | Generale d’Esercito   | Tenente Generale Capo di Stato Maggiore | Tenente Generale in comando d’Armata | Tenente Generale in comando di Corpo d’Armata | Tenente Generale in comando di Divisione | Maggior Generale in comando di Divisione | Maggior Generale in comando di Brigata | Brigadier Generale (Colonnello Brigadiere) |
| Äquivalent               | Heeresgeneral (König) | Generalleutnant (Generalstabschef)      | Generalleutnant (OB Armee)           | Generalleutnant (KG Korps)                    | Generalleutnant (Divisionskommandeur)    | Generalmajor (Divisionskommandeur)       | Generalmajor (Brigadekommandeur)       | Brigadier                                  |

Nach dem Ersten Weltkrieg wurden die Zwischenstufen abgeschafft. In den 1920er Jahren ging man bei allen drei Teilstreitkräften zu einem System mit fünf Rangstufen über, das sich in seinen Dienstgradbezeichnungen im Allgemeinen an den verschiedenen Großverbänden orientierte: Maresciallo d’Italia („Marschall von Italien“), Generale d’Armata (Armeegeneral, Generaloberst, General), Generale di Corpo d’Armata („Armeekorpsgeneral“, General, Generalleutnant), Generale di Divisione (Generalleutnant, Generalmajor, Divisionsgeneral), Generale di Brigata (Generalmajor, Brigadegeneral).
Von besonderer Bedeutung hierbei war, dass man nur für besondere Verdienste im Krieg in die Dienstgrade Maresciallo d’Italia und Generale d’Armata befördert werden konnte, sie also im Frieden nicht zu erreichen waren. Aus diesem Grund wurde wegen des Bedarfs bei obersten militärischen Kommandobehörden die Zwischenstufe Generale designato d’Armata oder „designierter Armeegeneral“ eingeführt (Langform: Generale di Corpo d’Armata designato d’Armata), die regulär auch im Frieden zu erreichen war. Die unter dem Faschismus eingeführten Dienstgradabzeichen, die sich mit ihren Streifen an den Abzeichen der Marine und der Luftwaffe orientierten, wiesen bei der Progression Unregelmäßigkeiten auf, die insbesondere den Armeegeneral betrafen (drei Streifen/Sterne statt der zu erwartenden vier).
| Abzeichen                |                                                         |                       |                   |                             |                            |                       |                     |
| Italienischer Dienstgrad | Primo Maresciallo dell’Impero (nur König und Mussolini) | Maresciallo d’Italia  | Generale d’Armata | Generale designato d’Armata | Generale di Corpo d’Armata | Generale di Divisione | Generale di Brigata |
| Äquivalent               | Erster Reichsmarschall                                  | Marschall von Italien | Armeegeneral      | Designierter Armeegeneral   | Armeekorpsgeneral          | Divisionsgeneral      | Brigadegeneral      |

Die Dienstgradabzeichen, die in ihrer oben dargestellten Form an den Unterärmeln zu sehen waren, wurden ab 1943 durch Sterne auf Schulterklappen ersetzt. Das System blieb vorerst unverändert. Die Italienische Republik schaffte dann 1947 de facto nicht nur den 1938 eingeführten „Ersten Reichsmarschall“ (Tod von König und Diktator) und den „Marschall von Italien“ ab, sondern wegen seiner Sonderstellung auch den „Armeegeneral“ (ausgeschiedenen Marschällen und Armeegeneralen wurde ihr Rang nicht aberkannt). Gleichzeitig erhielt der Dienstgrad Generale di Corpo d’Armata („Armeekorpsgeneral“, Generalleutnant) drei Sterne und der verbliebene Rang Generale (di Corpo d'Armata) designato d’Armata einen vierten funktionalen, rot umrandeten Stern. Später wurde dieser besondere Rang umbenannt in Generale di Corpo d'Armata con incarichi speciali oder „Generalleutnant mit besonderen Aufgaben“. Dieser Rang ist bis heute den Generalstabschefs der Teilstreitkräfte vorbehalten und ansonsten für sehr wenige andere Dienststellungen vorgesehen (Generalsekretär des Verteidigungsministeriums, NATO). Im Zug der Reform des Generalstabs der Streitkräfte wurde im Jahr 1997 der Dienstgrad Generale (vier „volle“ Sterne) geschaffen, der im Frieden dem Generalstabschef der Streitkräfte vorbehalten ist. Er steht im weiteren Sinn in der Nachfolge des Dienstgrades Generale d’Armata.

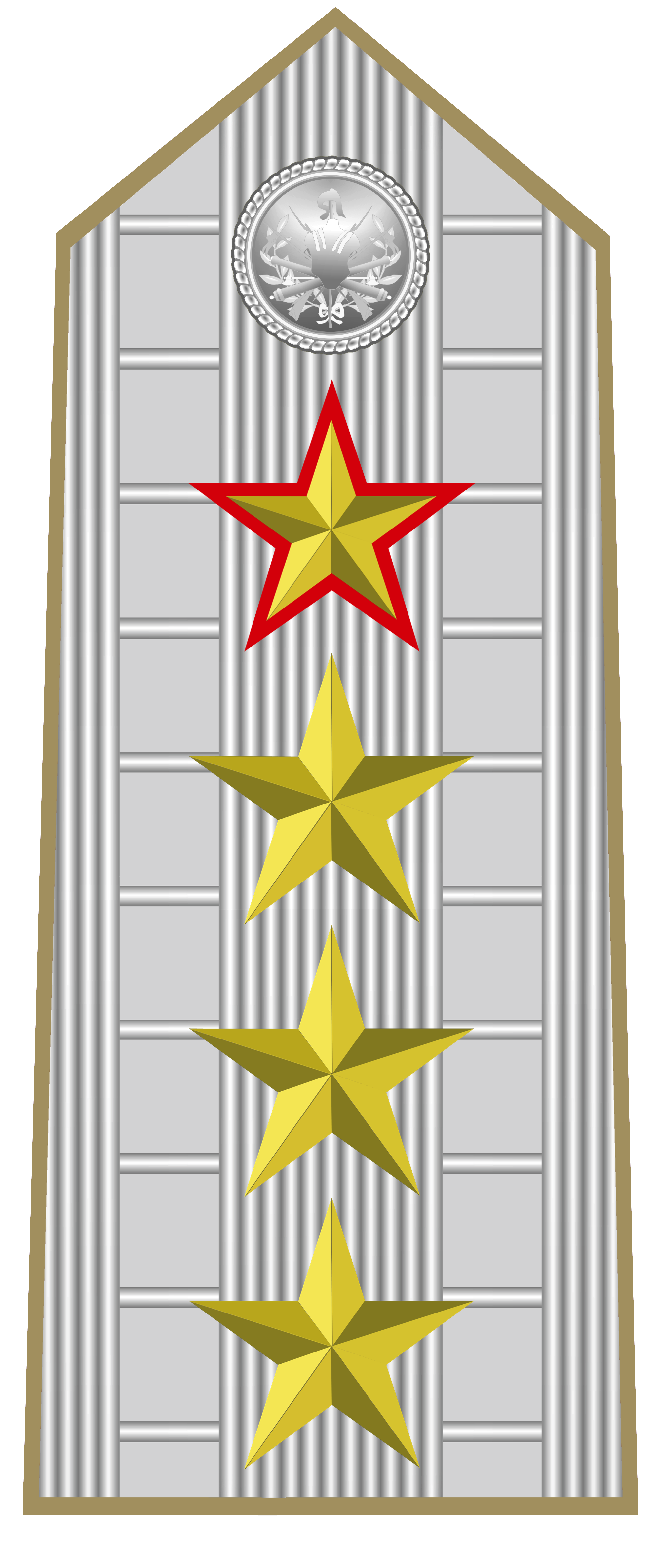
Designierter Armeegeneral bis 1972
Generalleutnant in besonderer Dienststellung
General seit 1997

## Äquivalente
Bei Marine und Luftwaffe verlief die oben dargestellte Entwicklung parallel. Die zum Generale d’Armata (Generale designato d’Armata) äquivalenten Dienstgrade waren Ammiraglio d'Armata (Ammiraglio designato d’Armata) und Generale d’Armata Aerea (Generale designato d’Armata Aerea). Vergleichbare Dienstgrade und Zwischenränge gab es bei den Carabinieri nie.